# افسانه ماه تی‌تی (فیلم)
افسانهٔ ماه تی‌تی فیلمی است به کارگردانی فریدون نجفی و نویسندگی الهه صلح‌جو که در تابستان سال ۱۳۹۰ در مناطق مختلف چهار محال و بختیاری فیلمبرداری شد. این فیلم به دلیل سخت بودن و انتخاب بعضی لوکیشن‌های بکر و دست نخورده تصویربرداری آن به درازا انجامید؛ این فیلم بارها از شبکه‌های سراسری سیما پخش شد.

## داستان
قصه‌ای از ادبیات شفاهی ایل بختیاری داستان آن روایتی از یک دختر (ماه تی تی) است که مادرش هنگام تولد فوت می‌کند و بعد از فوت مادرش، پدر آن‌ها همسری دیگر می‌گیرد. از نامادری اش صاحب ۶ خواهر می‌شود. نامادری بسیار ظالم و تنبل است که سخت آن دختر را آزار و اذیت می‌کند و تمام زحمات را به دوش آن دختر می‌اندازد. پدر که از این همه تنبلی همسر و دیدن اذیت شدن دختر بزرگترش رنج می‌برد او را به روستایی دیگر نزد مادربزرگ مادری اش فرستاد و بعد از طی مدتی «ماه تی تی» و شش خواهرش همدیگر را می‌بینند و بعد از طی یک سری اتفاقات دختران گیر الازنگی‌ها موجوداتی دیو گانه می‌افتند؛ که با درایت و زیرکی دختر بزرگتر همان ماه تی تی با فریب و کلک زدن به الازنگی‌ها خود و خواهرانش را از اسارت رهانیده فرار و به ایلشان بازمی‌گرداند. همچنین کارگردان این فیلم راجع‌به انتخاب بازیگران توضیحاتی داده وی بیان کرده‌است که در این فیلم از بازیگران تهرانی و بازیگران بومی منطقه استفاده کرده و لهجه رایج فیلم هم گویش محلی بختیاری است.